# Vuelo 9446 de Colgan Air
El vuelo 9446 de Colgan Air fue un vuelo de reposicionamiento operado por Colgan Air para US Airways. El 26 de agosto de 2003, el Beechcraft 1900D se estrelló contra el agua a 100 yardas de la costa de Great Yarmouth, Massachusetts, poco después de despegar del Aeropuerto Municipal de Barnstable en Hyannis, ambos pilotos murieron.

## Aeronave y tripulación

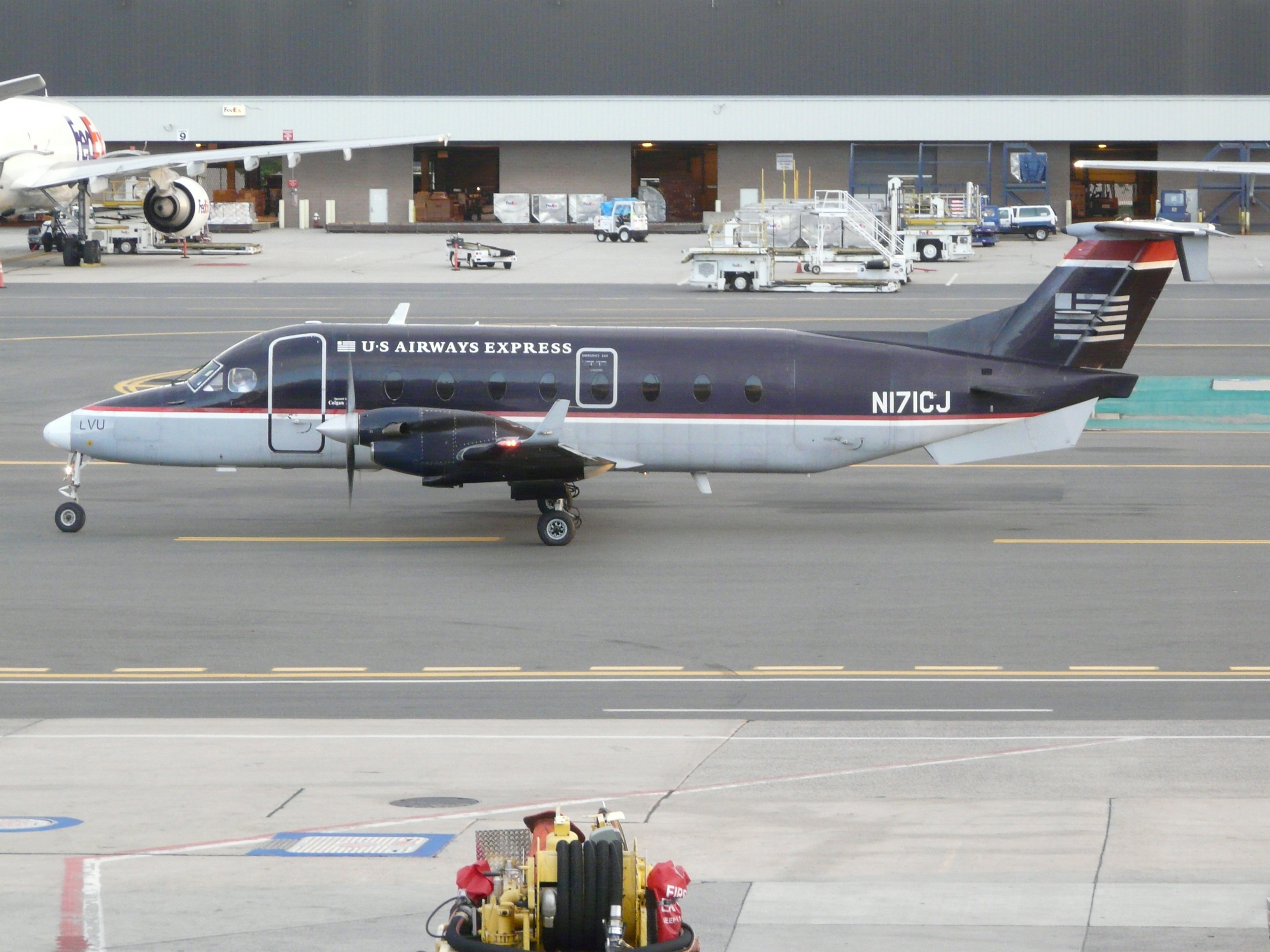
Un Beechcraft 1900D de Colgan Air, similar a la aeronave involucrada en el accidente.

El vuelo 9446 fue un vuelo regional no programado de un Beechcraft 1900D con registro N240CJ. El avión acababa de terminar de recibir mantenimiento y estaba siendo reubicado en Albany, y sería llevado hacia Nueva York para volver al servicio de ingresos. Los dos ocupantes del avión eran sus pilotos, el capitán Scott Knabe de 39 años y el primer oficial Steven Dean de 38 años. El capitán Knabe había estado en Colgan Air durante dos años y tenía 2891 horas de vuelo, incluidas 1364 horas en el Beechcraft 1900D. Dean había estado en la aerolínea menos de un año y tenía 2489 horas de vuelo, 689 de las cuales en el Beechcraft 1900D.

## Accidente
El vuelo 9446 despegó del aeropuerto municipal de Barnstable el 26 de agosto de 2003 a las 15:40 EDT, Poco después del despegue, la tripulación declaró una emergencia e informó de un problema de compensación. La aeronave entró en un giro a la izquierda y alcanzó una altitud de 1.100 pies. Los pilotos solicitaron regresar a Barnstable y el control de tráfico aéreo autorizó el vuelo para aterrizar en cualquier pista, El avión continuó girando a la izquierda con la nariz hacia arriba y luego se inclinó y se estrelló contra el agua cerca del aeropuerto. 

## Investigación
La Junta Nacional de Seguridad en el Transporte (NTSB), investigo el accidente.

La NTSB ha determinado que el vuelo 9446 se accidentó después de que el personal de mantenimiento reemplazara el cable de ajuste del estabilizador delantero. El personal de mantenimiento se había saltado un paso en el proceso de mantenimiento. Además, el manual de mantenimiento de la aeronave mostraba los datos de compensación del elevador al revés. Como resultado, el sistema de compensación se configuró de una manera que hizo que las aletas de compensación en la cabina se movieran en la dirección correcta. Sin embargo, la rueda de compensación real (que controlaba las superficies de control de vuelo) se movió en la dirección opuesta.

La NTSB también determinó:

Los pilotos no notaron el error de mantenimiento porque el capitán no realizó una lista de verificación previa al vuelo, que incluía una verificación del ajuste del estabilizador. Los pilotos configuran manualmente los ajustes de la cabina de vuelo antes de la salida. Sin embargo, debido al mantenimiento inadecuado, esto hizo que la compensación del elevador se colocara en la posición de nariz hacia abajo completo.

La NTSB también descubrió que hubo varios problemas que los pilotos no pudieron resolver: 

Se habrían necesitado 250 libras de fuerza en el timón de control para que los pilotos mantuvieran el avión en el aire, haciendo que un aterrizaje seguro fuera casi imposible. Los investigadores programaron un simulador de vuelo con ajustes  de los sistemas inadecuados y realizaron seis vuelos simulados. Cinco intentos resultaron en accidentes poco después del despegue, en un intento, el piloto del simulador podía dar vueltas para aterrizar pero finalmente se perdía el control rápidamente y la aeronave impacta el terreno.

La NTSB publicó sus hallazgos y la determinación de la causa probable el 31 de agosto de 2004, La NTSB determinó que las causas probables del accidente fueron el reemplazo inadecuado del cable de ajuste del elevador delantero por parte del equipo de mantenimiento y la subsiguiente verificación funcional inadecuada del mantenimiento realizado. La NTSB también identificó que la tripulación de vuelo no siguió los procedimientos de la lista de verificación y la descripción errónea del tambor de ajuste del elevador por parte del fabricante de la aeronave en el manual de mantenimiento como factores que contribuyeron al accidente.

## Posibles fallas en manuales de mantenimiento
Después de que se publicó el informe final de la NTSB, Aero News Network observó que los manuales de mantenimiento de Beechcraft 1900D y se comenzó a considerar la falta de experiencia en los trabajadores y la poca atención en el mantenimiento de los aviones, se consideraron factores del accidente en los cuales habían sucedido en dos accidentes fatales anteriores. Sin embargo, Raytheon, el propietario de Beechcraft, negó la responsabilidad por el accidente del vuelo 9446, y un portavoz de la compañía dijo que el accidente no habría ocurrido sin los errores del equipo de mantenimiento de Colgan Air.

## Dramatización
Este accidente fue presentado en la vigesimocuarta temporada de la serie de televisión canadiense Mayday: catástrofes aéreas, en el episodio titulado «Ascenso fallido».